# Universiteit van Haifa

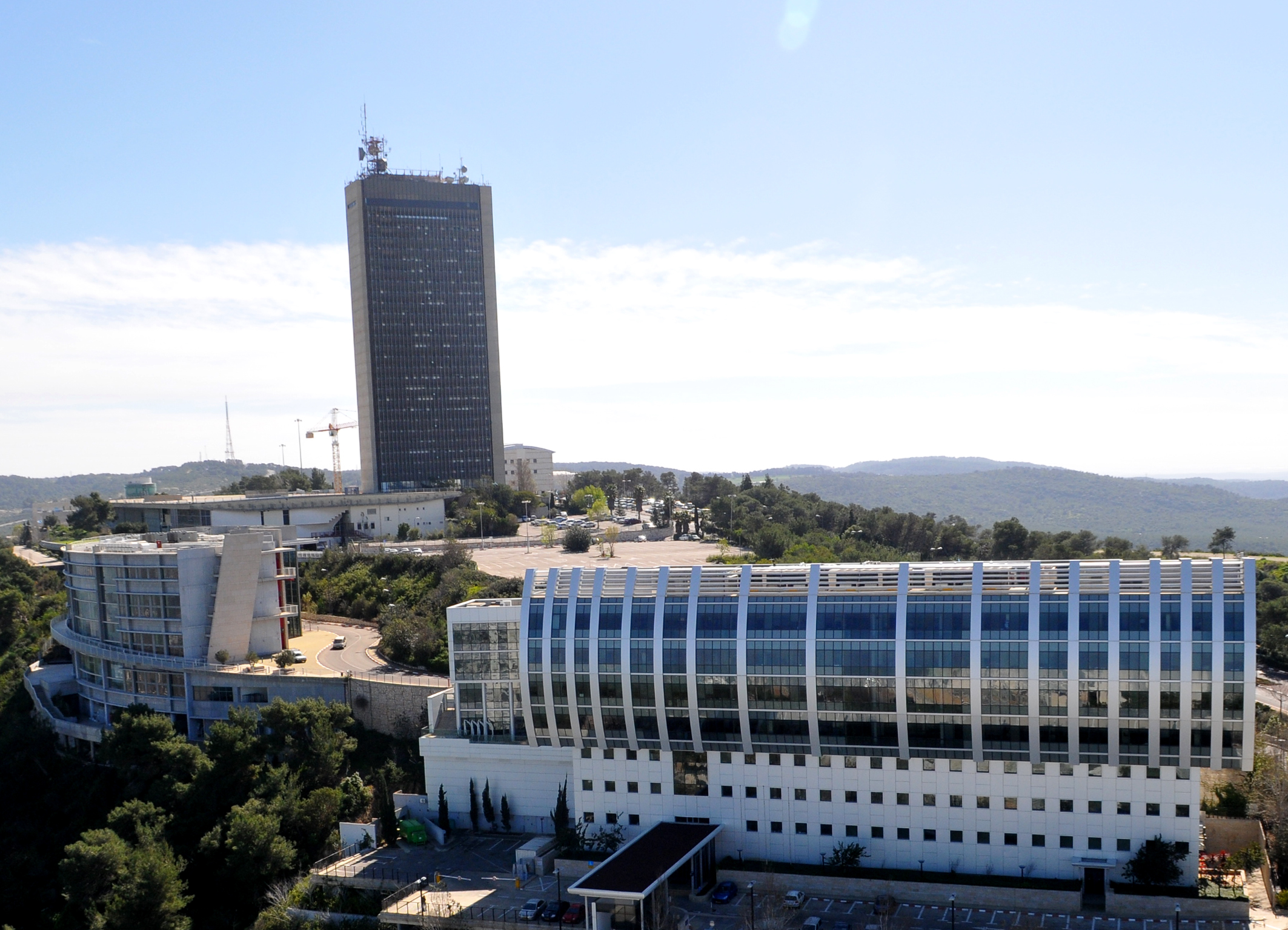
Universiteit van Haifa

De Universiteit van Haifa (Hebreeuws: אוניברסיטת חיפה - Universitat Heifa, Engels: University of Haifa) is een universiteit in Haifa, Israël die werd opgericht in 1963 door de toenmalige burgemeester van Haifa, Abba Hushi. De universiteit zou opereren onder de academische leiding van de Hebreeuwse Universiteit van Jeruzalem.
De universiteit, die ca. 18.000 bachelor- en masterstudenten en promovendi telt, biedt een groot aanbod van studierichtingen, waarbij de specialiteit bij sociale wetenschappen, rechten, geesteswetenschappen en onderwijs ligt. De universiteit is onderverdeeld in zeven faculteiten:
- Onderwijs
- Geesteswetenschappen
- Rechtsgeleerdheid
- Natuurwetenschappen
- Sociale wetenschappen
- Sociaal werk en gezondheid
- Management (alleen MBA, MA en doctoraat)

Naast het bieden van onderwijs van een hoogstaand niveau, probeert de Universiteit van Haifa gelijke kansen te bieden aan alle lagen van de maatschappij. In het bijzonder probeert de universiteit wederzijds begrip en samenwerking tussen de Joodse en Arabische bevolking te bevorderen, zowel op als buiten de campus.
De Universiteit van Haifa huisvest onder andere het Hecht Museum voor archeologie en kunst, en daarnaast verscheidene onderzoekscentra en -instituten. Op de campus is ook een groot IBM-onderzoekscentrum gevestigd.

## Bekende personen

### Wetenschappelijke medewerkers
- Ilan Pappé (1954), politicoloog en historicus

### Studenten
- Yitzhak Aharonovich (1950), politicus
- Gideon Ezra (1937-2012), politicus en veiligheidsbeambte
- Masud Ghnaim (1965), politicus
- Moshe Kahlon (1960), politicus
- Mickey Levy (1951), politicus, politiefunctionaris en diplomaat

Bar-Ilan Universiteit · Ben-Gurion Universiteit van de Negev · Hebreeuwse Universiteit van Jeruzalem · Open Universiteit van Israël · Technion · Universiteit van Ariël · Universiteit van Haifa · Universiteit van Tel Aviv · Weizmann Instituut van Wetenschappen